# Leuciris beneciliata
Leuciris beneciliata är en fjärilsart som beskrevs av Louis Beethoven Prout 1910. Leuciris beneciliata ingår i släktet Leuciris och familjen mätare. Inga underarter finns listade i Catalogue of Life.